# Ujanowice
Ujanowice – wieś w Polsce położona w województwie małopolskim, w powiecie limanowskim, w gminie Laskowa.
Wieś duchowna, własność klasztoru klarysek w Starym Sączu, położona była w drugiej połowie XVI wieku w powiecie sądeckim województwa krakowskiego. W latach 1975–1998 miejscowość należała administracyjnie do województwa nowosądeckiego.

## Położenie
Wieś posiada zwartą zabudowę, skupioną w dolinie rzeki Łososina, we wschodniej części gminy Laskowa, w otoczeniu wzgórz Beskidu Wyspowego.

## Historia
Wieś lokowana przez księżną, św. Kingę w 1268 roku. W 1296 roku ksieni starosądeckiego klasztoru Zakonu Świętej Klary Katarzyna Odolani wyznaczyła beneficjum pod kościół i probostwo, które to powstały tu w pierwszej połowie XIV w.
W swoim Liber Beneficiorum Jan Długosz wymienia Ujanowice jako rozległą parafię, obejmującą siedem wsi. W latach 1509–1526 wybudowano kościół.
Do roku 1954 istniała gmina Ujanowice. Do lat 70. XX w. był to ważny, lokalny ośrodek administracyjny, obecnie funkcję tę przejęła gmina Laskowa.

## Zabytki
Obiekt wpisany do rejestru zabytków nieruchomych województwa małopolskiego.
- Kościół parafialny pw. św. Michała Archanioła, otoczenie, ogrodzenie, drzewostan.

## Osoby związane z miejscowością
- Piotr Stach;
- Agata Wawrzyńczyk.